# Zbigniew Sobotka
Zbigniew Jerzy Sobotka (ur. 27 sierpnia 1952 w Lidzbarku) – polski polityk, działacz Polskiej Zjednoczonej Partii Robotniczej, poseł na Sejm X, I, II, III i IV kadencji, były wiceminister spraw wewnętrznych i administracji.

## Życiorys
Jest absolwentem Technikum Mechaniczno-Hutniczego w Warszawie. Pracował w Hucie Warszawa jako walcownik stali.
W 1976 wstąpił do Polskiej Zjednoczonej Partii Robotniczej, sprawował funkcję zastępcy członka Biura Politycznego Komitetu Centralnego PZPR. W 1989 brał udział w obradach Okrągłego Stołu po stronie partyjno-rządowej. Był wśród założycieli Socjaldemokracji Rzeczypospolitej Polskiej. W 1999 przystąpił do Sojuszu Lewicy Demokratycznej. Sprawował mandat posła w latach 1989–2005 X, I, II, III i IV kadencji. W latach 1994–1997 zajmował stanowisko sekretarza stanu w Ministerstwie Spraw Wewnętrznych i Administracji. W lipcu 1997 kierował rządowym sztabem do walki z „powodzią tysiąclecia”. Od 19 października 2001 do 6 października 2003 ponownie pełnił urząd sekretarza stanu w MSWiA. W 2005 wycofał się z działalności politycznej.

## Afera starachowicka
24 stycznia 2005 Sąd Okręgowy w Kielcach skazał go na karę 3,5 roku pozbawienia wolności oraz orzekł pięcioletni zakaz sprawowania funkcji administracyjnych wymagających dostępu do materiałów tajnych za przekazanie tajnych informacji o planowanej akcji policji politykom powiązanym z działaczami samorządowymi ze Starachowic, podejrzewanymi o współpracę ze zorganizowaną przestępczością (tzw. afera starachowicka). 16 listopada 2005 Sąd Apelacyjny w Krakowie utrzymał w mocy ten wyrok. 28 listopada 2005 prezydent Aleksander Kwaśniewski wszczął na wniosek Zbigniewa Sobotki procedurę jego ułaskawienia, co wywołało kontrowersje i sprzeciw partii zasiadających w Sejmie, oprócz SLD. W grudniu 2005, tuż przed końcem kadencji, prezydent w drodze ułaskawienia zmniejszył karę do 1 roku pozbawienia wolności z warunkowym zawieszeniem jej wykonania na okres próby wynoszący 2 lata.

## Odznaczenia
Odznaczony Srebrnym Krzyżem Zasługi (1983) oraz Medalem Honorowym im. Józefa Tuliszkowskiego (1996).